# Vojenská záložní nemocnice v Ujkovicích
Záložní nemocnice v Ujkovicích v okrese Mladá Boleslav je bývalá nemocnice, která stojí severozápadně od obce.

## Historie
Nemocnice byla postavena po roce 1960 jako záložní nemocnice pro případ války. Ke svému účelu nebyla nikdy využita.
Areál je v majetku státu a sídlí v něm Patentový úřad.
Podobně zaměřené nemocnice byly v Holicích, Hředlích, Jílovém u Prahy, Kaznějově, Mlékovicích a Zábřehu.